# Saint-Macaire-du-Bois
Saint-Macaire-du-Bois és un municipi francès situat al departament de Maine i Loira i a la regió de País del Loira. L'any 2007 tenia 421 habitants.

## Demografia

### Població
El 2007 la població de fet de Saint-Macaire-du-Bois era de 421 persones. Hi havia 164 famílies de les quals 36 eren unipersonals (16 homes vivint sols i 20 dones vivint soles), 52 parelles sense fills, 60 parelles amb fills i 16 famílies monoparentals amb fills.
La població ha evolucionat segons el següent gràfic:
Habitants censats

### Habitatges
El 2007 hi havia 212 habitatges, 166 eren l'habitatge principal de la família, 34 eren segones residències i 12 estaven desocupats. Tots els 210 habitatges eren cases. Dels 166 habitatges principals, 122 estaven ocupats pels seus propietaris i 44 estaven llogats i ocupats pels llogaters; 2 tenien una cambra, 10 en tenien dues, 41 en tenien tres, 43 en tenien quatre i 70 en tenien cinc o més. 133 habitatges disposaven pel capbaix d'una plaça de pàrquing. A 74 habitatges hi havia un automòbil i a 78 n'hi havia dos o més.

### Piràmide de població
La piràmide de població per edats i sexe el 2009 era:
| Homes | Edats   | Dones |
| ----- | ------- | ----- |
| 0     | 95 o +  | 0     |
| 0     | 90 a 94 | 0     |
| 0     | 85 a 89 | 0     |
| 12    | 80 a 84 | 0     |
| 0     | 75 a 79 | 12    |
| 8     | 70 a 74 | 12    |
| 8     | 65 a 69 | 20    |
| 12    | 60 a 64 | 16    |
| 16    | 55 a 59 | 8     |
| 8     | 50 a 54 | 16    |
| 12    | 45 a 49 | 4     |
| 4     | 40 a 44 | 12    |
| 24    | 35 a 39 | 16    |
| 32    | 30 a 34 | 16    |
| 8     | 25 a 29 | 12    |
| 16    | 20 a 24 | 0     |
| 16    | 15 a 19 | 0     |
| 28    | 10 a 14 | 0     |
| 28    | 5 a 9   | 12    |
| 4     | 0 a 4   | 20    |

## Economia
El 2007 la població en edat de treballar era de 248 persones, 174 eren actives i 74 eren inactives. De les 174 persones actives 156 estaven ocupades (87 homes i 69 dones) i 18 estaven aturades (5 homes i 13 dones). De les 74 persones inactives 29 estaven jubilades, 19 estaven estudiant i 26 estaven classificades com a «altres inactius».

### Ingressos
El 2009 a Saint-Macaire-du-Bois hi havia 172 unitats fiscals que integraven 434 persones, la mediana anual d'ingressos fiscals per persona era de 14.400 €.

### Activitats econòmiques
Dels 6 establiments que hi havia el 2007, 2 eren d'empreses de comerç i reparació d'automòbils, 1 d'una empresa de transport, 2 d'empreses de serveis i 1 d'una empresa classificada com a «altres activitats de serveis».
L'únic establiment comercial que hi havia el 2009 era una peixateria.
L'any 2000 a Saint-Macaire-du-Bois hi havia 16 explotacions agrícoles que ocupaven un total de 936 hectàrees.

## Equipaments sanitaris i escolars
El 2009 hi havia una escola elemental integrada dins d'un grup escolar amb les comunes properes formant una escola dispersa.

## Poblacions més properes
El següent diagrama mostra les poblacions més properes.